# Khujand
Khujand (nom tadjik: Хуҷанд, خجند, en grec Alexandria Escate Ἀλεξάνδρεια Ἐσχάτη, en rus Худжанд Khujand; anomenat Khojent fins al 1936, després anomenada Leninabad en rus –Ленинабад– o Leninobod en tadjik –Ленинобод, لنین‌آباد– fins al 1991) és la segona ciutat del Tadjikistan. Està situada a la riba del Sirdarià, a l'entrada de la vall de Ferganà. La població al cens del 2000 era de 149.000 habitants, però el 1989 havia arribat a 160.000. És la capital de la província de Sughd, la més al nord del país.

## Història

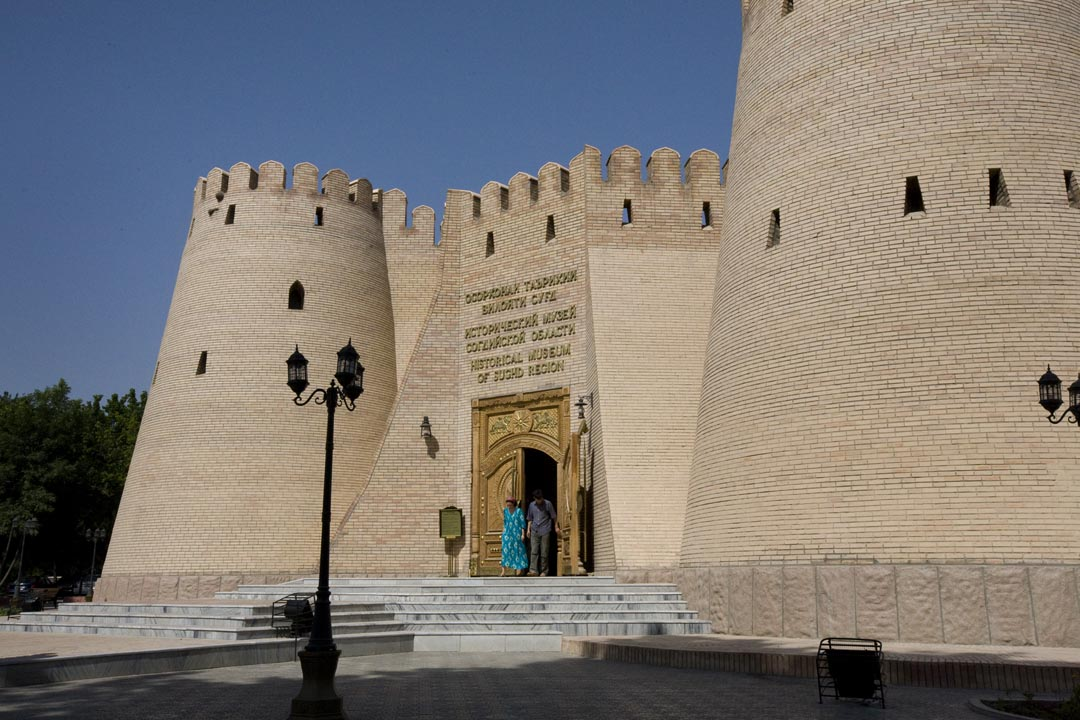
Museu Històric de Sughd, a Khujand

El 329 aC Alexandre el Gran va fundar a un lloc que se suposa proper a l'actual ciutat, la ciutat d'Alexandria Ultima o Alexandria Eschate (Ἀλεξάνδρεια Ἐσχάτη). Aquesta zona va formar part de l'imperi persa o de la seva zona d'influència.
Al començar l'edat mitjana la ciutat apareix enmig dels districtes d'Ilaq i d'Usruixana, sense que es pugui determinar a quin dels dos pertanyia, ja que se l'esmenta a vegades a l'un i a vegades a l'altra; els seus fets en general van estar més lligats a la vall de Fergana, situada a l'est. Quan els àrabs hi van arribar al segle VIII Khudjand tenia una dinastia local de maliks que depenia dels maliks o prínceps de Fergana. Els àrabs la van ocupar el 722 quan Sad ibn Amr al-Harashi la va atacar en persecució dels sogdians hostils que s'hi havien refugiat; el conqueridor va massacrar als habitants. No se sap si la van conservar però si fou així la van perdre al cap de poc temps a mans de la dinastia local sogdiana que tenia el suport de Su-lu el kaghan dels Turcs Occidentals (Bilghe Khan? 716-734). Al començament del segle ix la població de Khudjand, Ushrusana, Caghaniyan, Vall de Ferganà i altres llocs es va unir a la revolta de Rafi ibn al-Layth (806-809). De la dinastia local no se'n torna a parlar. Al segle X la ciutat tenia una ciutadella (kuhandis) i una vila interior (madina) amb un suburbi (rabad) on residia el senyor local anomenat dar al-imara. El districte s'estenia al sud cap a Washgird i Caghaniyan fins a les muntanyes Buttaman i separava els cursos superiors del Sirdarià i l'Oxus. Al districte hi havia una altra població de certa importància, Kand o Kand-i Badjham (Kand de les Ametlles, perquè es produïa aquest fruit sec) que seria la moderna Kan-i Badam a uns 60 km a l'est de Khudjand. Aquesta època va veure el naixement d'alguns ulemes famosos, entre els quals Abu Mahmud Hamid ibn al-Khidr al-Khudjandi, astrònom i matemàtic.
La ciutat va passar als karakhànides o Ilek khans a l'inici del segle xi. A partir de 1015 o 1016 hi va encunyar moneda Arslan Khan Muhammad ibn Ali, originalment kan karakhànida de Talas. Després la ciutat fou fronterera entre el kanat karakhànida de Kaixgar i Balasagun a l'est i el kanat karakhànida de Transoxiana a l'oest. El 1137 els kara-khitai van derrotar el karakhànida Mahmud ibn Muhammad a Khudjand. La ciutat va passar als kara-khitai i després del 1211 a Coràsmia. L'usurpador del kanat kara-khitai, Kutchlug, fou derrotat el 1218 pel general mongol Djebe, i el kanat fou ocupat pels mongols, però Khudjand que pertanyia aleshores al xa de Coràsmia va resistir inesperadament sota el seu governador Timur Malik, quan ja Samarcanda havia estat conquerida (1220); els assetjants eren 20.000 mongols i 50.000 auxiliars; finalment Timur Malik va abandonar la ciutadella i va fugir pel riu per arribar a Coràsmia.
Dins dels dominis mongols va quedar en els dominis dels txagataïdes i fou dominada localment per la tribu dels Djalayir que formaven part del seguici del kan fins que es va revoltar el 1376 i fou derrotada i dispersada.
Al segle xv va passar a Baber que lluitava contra altres parents a la Vall de Ferganà (1497-1498). Després va passar als uzbeks i al segle xvii després que el kanat de Kokand es va fer independent, en va acabar formant part. El 1842 va ser ocupada per Nasr Allah ibn Haydar de Bukharà que la va conservar. El maig de 1866 va ser ocupada per una força russa manada pel general Romanovski després d'un setge de 8 dies en el que van morir 2500 homes. Va servir com a base per la conquesta del Kanat de Kokand (1875-1876). El 1875 la guarnició russa fou assetjada pel rebel Pulad Khan i això va provocar la intervenció russa que va culminar amb l'annexió del kanat. Khudjand va dependre de l'óblast de Samarcanda dins el govern general del Turquestan.
El 27 d'octubre de 1936 va ser rebatejada Leninabad igual que la província del nord del Tadjikistan (el 1929, Duixanbe, la capital, fou rebatejada Stalinabad però va recuperar el nom el 1961). El 1970 va sobrepassar els cent mil habitants (103.000). El 1991 va recuperar el seu nom tradicional.